# 세미파이브
세미파이브(SemiFive)는 대한민국의 반도체 디자인하우스 기업이다.

## 역사
미국 메사추세츠공대(MIT) 출신 조명현 대표가 2019년 설립하였다.
2025년 주관사를 삼성증권과 UBS로 코스닥 상장을 추진 중에 있다.

## 지배구조
최대 주주가 미국의 SiFive이다.